# البارون (مسلسل)
البارون  مسلسل درامي كوميدي، مصري من إنتاج سنة 2017. المسلسل من إخراج إيهاب عمرو، وتأليف أحمد صبحي، ومن بطولة عمرو عبد الجليل، ودنيا عبد العزيز، وملك قورة، وأحمد فريد.

## القصة
- تدور احداث المسلسل في إطار كوميدي حول أحد أبناء الحي الشعبي وهو (عمرو عبد الجليل) والذي يساعد أبناء الحي إلا أن هذا يدخله في مشاكل كثيرة، ليقف مع نفسه ويقرر تغيير طريقته في التعامل مع الأمور، فما الذي سيفعله؟.

## طاقم التمثيل
- عمرو عبد الجليل
- دنيا عبد العزيز
- ملك قورة
- أحمد فريد
- نهى عابدين
- جهاد سعد
- هبة عبد العزيز
- نهال كمال
- لطيفة فهمي
- حسن العدل
- ماهر عصام
- حسن حرب
- محمد جمعة
- مريهان مجدي
- نرمين ماهر
- محمد عادل
- تهاني راشد
- محمود الجابري
- حسين مملوك
- ماهر سليم
- مصطفى العلي
- مجدي منير
- عفاف مصطفى
- مجدي شكري
- ريم المنسي
- وائل علي
- محمود فارس
- خالد عبد السلام
- محمود حمدان
- محمود بشير
- سيد جبر
- شفيع سامي
- تامر جوزيف
- كريم سرور
- مروة يحيى
- محمد ياسر
- محمود الدكتور
- رامي دياب
- سهر الصايغ
- نجاح حسن
- أحمد الجندي
- عزة السيد
- أحمد علي
- أشرف عبد الوهاب
- شريف رواش

## إنتاج
- كتب أحمد صبحي قصة وسيناريو مسلسل. وكان مسلسل من أخراج إيهاب عمرو وإنتاج شفيع سامي...